# Lo negro del negro
Lo negro del negro, también titulada como Lo negro de "El negro" o Poder que corrompe es una película mexicana de 1987 dirigida por Benjamín Escamilla Espinosa y Ángel Rodríguez Vázquez.
La película es una adaptación del libro Lo negro del Negro Durazo escrito por José Gonzales Gonzalez, el cual es una biografía de Arturo Durazo Moreno, apodado como «El negro», quién se desempeñó como titular del Departamento de Policía y Tránsito del Departamento del Distrito Federal de México durante el sexenio de José López Portillo, de 1976 a 1982. En este libro José Gonzales narra su estadía dentro del cuerpo de policía del Distrito Federal como Jefe de escolta de Arturo Durazo, denunciando sus excesos. La obra adquirió popularidad entre la población mexicana hasta ser adaptada como película. Posteriormente sería demandado por difamación, perdiendo el juicio.

## Sinopsis
Arturo «El negro» Durazo se desempeña como titular del Departamento de Policía y Tránsito del Departamento del Distrito Federal. La película inicia cuando contrata a José González González, amigo suyo de la infancia, como su secretario personal. El largometraje narra la carrera de El negro dentro de su puesto en la policía, así como las acusaciones de corrupción y abuso de autoridad en su contra, así como su relación con personas de la política nacional y personajes de renombre de su época.

## Reparto
- Rodolfo de Anda como El Flaco
- Juan Peláez como El Coronel (Lencho)
- Arturo Martínez hijo como Lolo
- Ivonne Govea como Elvia
- Bruno Rey como Mayor
- Rubi Re como Esposa del Flaco
- César Sobrevals como Capitán
- Eric del Castillo como Othon
- Roberto Cañedo como Licenciado corrupto
- Rafael Buendía como Policía herido / cantante
- Norma Lee como La diosa del amor («La diosa del amor»)
- Ricardo de Loera como El Negro
- Fabián Aranza como Agente de policía asesinado por Othon
- Alfredo Wally Barrón como Agente policía
- Maricarmen Resendez como Amelia
- Martha Elena Cervantes como Mujer de Othon
- Tito Resendiz como El profesor